# 克魯克爾山
46°56′32″N 12°47′46″E / 46.942329°N 12.796171°E

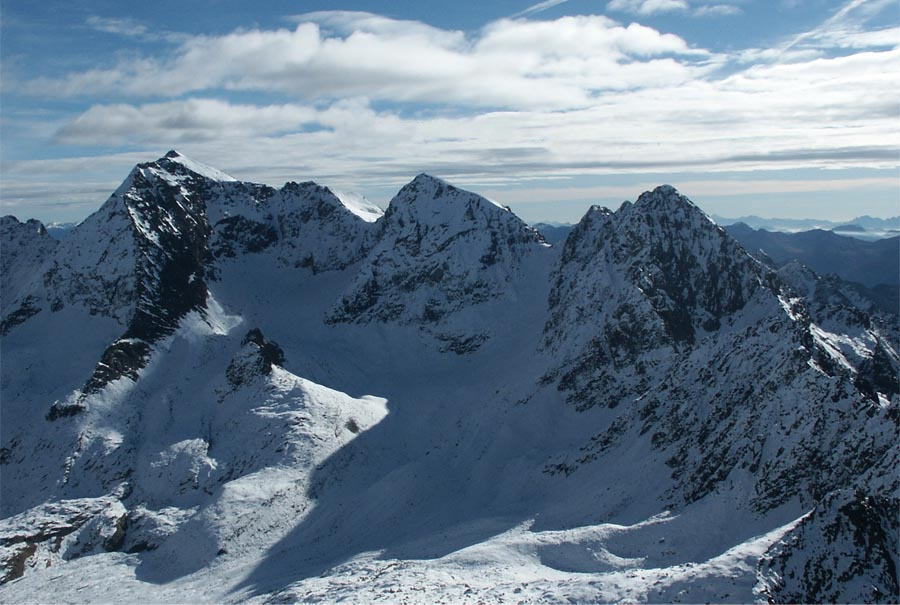

克魯克爾山（德語：Kruckelkopf），是奧地利的山峰，位於該國南部，由克恩頓州負責管轄，屬於舍貝爾山脈的一部分，距離佩策克山0.7公里，海拔高度3,181米，人類在1870年8月5日首次登頂。